# Melanie
«Melanie» es el segundo sencillo del álbum Mindfields de la banda estadounidense de rock Toto, lanzado en el año 1999.

## Videoclip
El vídeo muestra a los miembros del grupo que están en el desierto, y gracias a un ascensor puede descender al subsuelo de la tierra, como se muestra en el vídeo donde no hay gravedad, por lo que todos los miembros del grupo (excepto Steve Lukather) flotando en el aire.

## Posiciones
| Lista                   | Mejor posición |
| ----------------------- | -------------- |
| ARIA Charts (Australia) | 22             |
| UK Singles Chart        | 20             |
| MegaCharts (Holanda)    | 64             |
| Finnish Singles Chart   | 20             |

## Lista de canciones

### 7" Single
1. "Melanie" (4:00)
2. "Spanish Steps Of Rome" (4:26)

### 12" Single
1. "Melanie" (4:00)
2. "Spanish Steps Of Rome" (4:26)
3. "Girl Goodbye" (6:13)
4. "White Sister" (5:40)

## Apariciones en vivo
Melanie ha estado unas cuantas veces solo en el Mindfields World Tour.